# Trois principes non-nucléaires

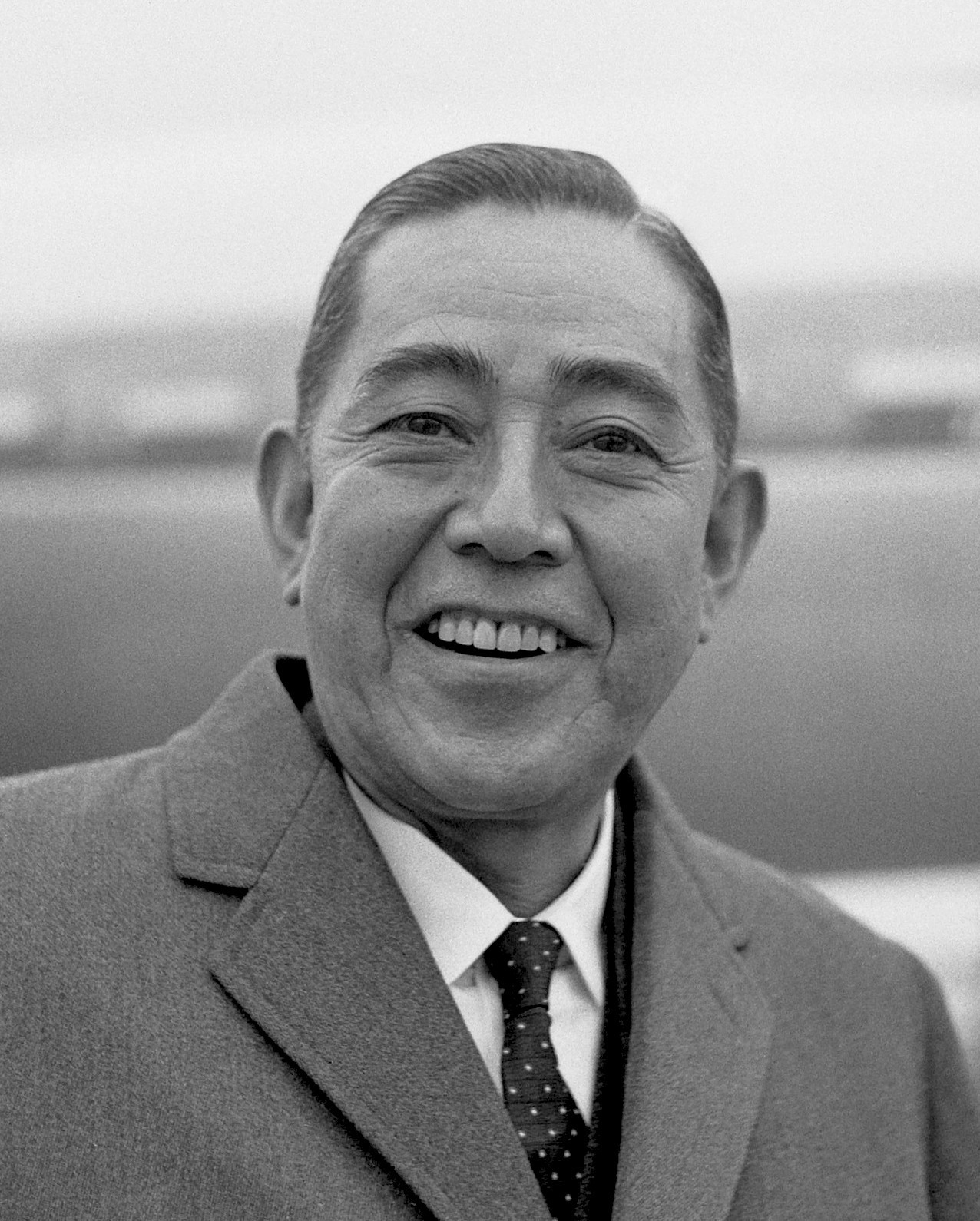
Eisaku Satō, premier ministre japonais qui introduisit les Trois principes.

Les Trois principes non-nucléaires (非核三原則, Hikaku San Gensoku) sont une résolution parlementaire (jamais adoptée dans la loi) qui ont guidé la politique nucléaire japonaise depuis leur création dans les années 1960, et reflètent le sentiment général du public et de la politique nationale depuis la fin de la Seconde Guerre mondiale. Les principes stipulent trois principes non-nucléaires : la non-fabrication, la non-possession et la non-introduction d'armes atomiques sur le territoire national. Elles furent exposés par le Premier ministre Eisaku Satō dans un discours à la Chambre des représentants en 1967 au milieu des négociations sur le retour d'Okinawa des États-Unis. La Diète adopta officiellement les principes en 1971.